# Kathleen Sebelius
Kathleen Sebelius, née Kathleen Gilligan le 15 mai 1948 à Cincinnati (Ohio), est une femme politique américaine. Membre du Parti démocrate, elle est gouverneure du Kansas entre 2003 et 2009 puis secrétaire à la Santé et aux Services sociaux entre 2009 et 2014 dans l'administration du président Barack Obama.

## Biographie

### Jeunesse et études
Kathleen Sebelius est née dans une famille de sensibilité catholique. Son père, John J. Gilligan fut ancien gouverneur démocrate de l'Ohio. Elle a suivi des études dans un lycée catholique privé, puis à la Trinity Washington University, une université catholique de Washington. Elle obtient ensuite un master en administration publique de l'université du Kansas.
Kathleen Sebelius déménagea dans le Kansas en 1974. Elle devint membre de la Chambre des représentants de cet État pendant huit années, puis huit autres en tant que commissaire aux assurances.

### Carrière politique

#### Gouverneure du Kansas
En novembre 2002, Kathleen Sebelius est élue 44e gouverneure du Kansas, en battant le républicain Tim Shallenburger par 53 % des suffrages contre 45 %. Cette victoire exceptionnelle de cette démocrate dans un des États les plus à droite du pays résultait dans les faits des divisions entre conservateurs et modérés au sein du Parti républicain.
Le 13 novembre 2005, Time Magazine distingua Kathleen Sebelius comme l'un des cinq meilleurs gouverneurs des États-Unis (ou l'un des cinq les plus performants). En décembre 2005, elle était le quinzième gouverneur le plus populaire du pays avec un taux d'approbation de 62 %, ex æquo avec les gouverneurs Brad Henry de l'Oklahoma et Linda Lingle de Hawaï.
En novembre 2006, elle est réélue gouverneure, avec le score de 58 % des voix contre 41 % à son concurrent républicain Jim Barnett.
Kathleen Sebelius fut la présidente de l'association des gouverneurs démocrates.

#### Une ambition nationale
En 2004, Kathleen Sebelius était citée parmi les possibles candidates à la vice-présidence au côté de John Kerry. Bien qu'elle déclara n'être pas intéressée par une carrière politique nationale, les commentateurs politiques la voyaient alors comme une candidate potentielle à la nomination démocrate pour l'élection présidentielle de 2008.
En février 2008, c'est elle qui fut choisie pour faire la réponse officielle du Parti démocrate au discours sur l'état de l'Union du président George W. Bush. Le lendemain, une semaine avant le Super Tuesday, dont la primaire du Kansas, elle apporta son soutien à la candidature de Barack Obama dans la course à l'investiture démocrate pour l'élection présidentielle américaine. En mai 2008, son nom réapparut comme une candidate démocrate possible pour la vice-présidence dans un ticket avec ce dernier.

#### Administration Obama

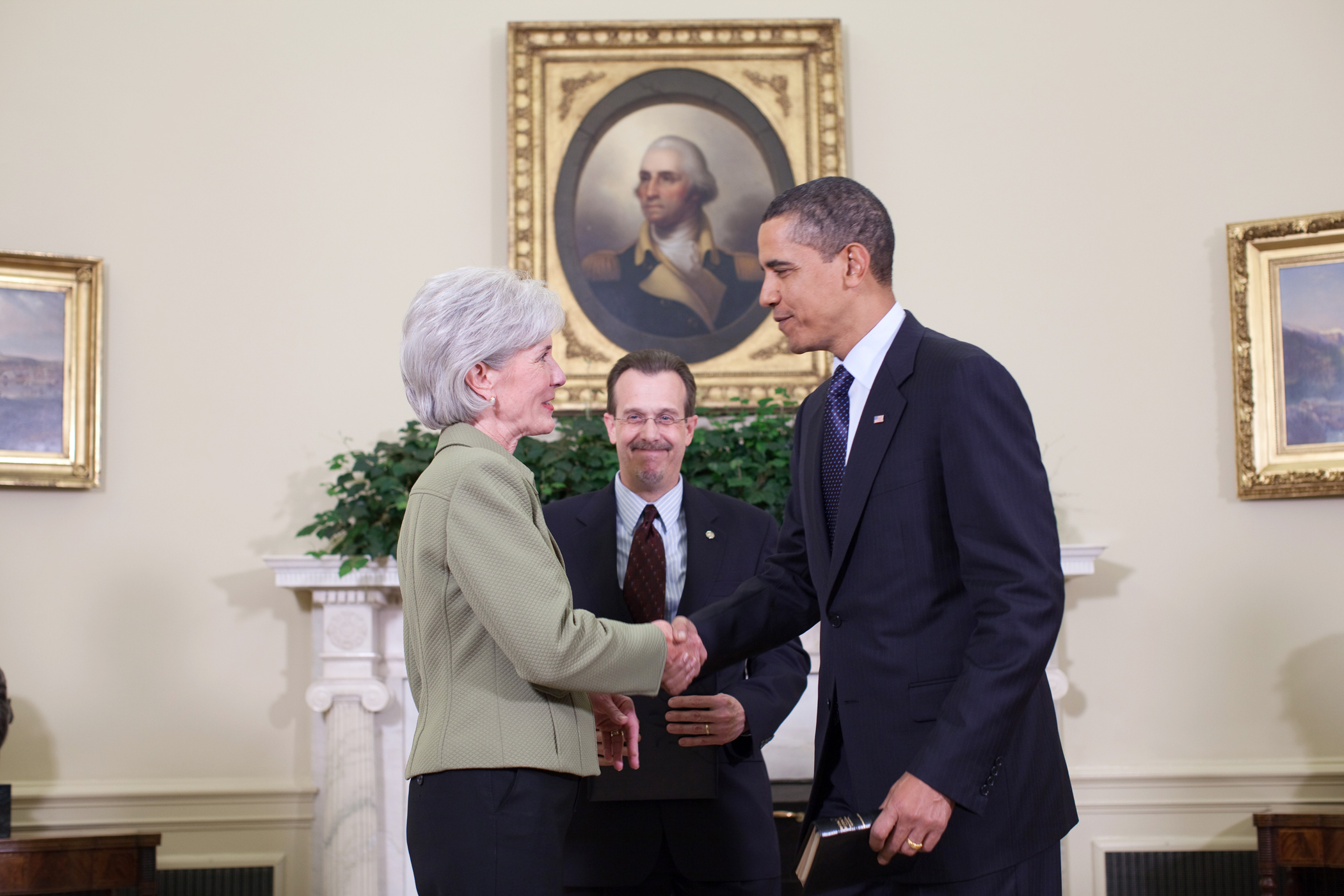
Kathleen Sebelius et Barack Obama dans le bureau ovale après sa prestation de serment comme secrétaire à la Santé.

Début 2009, Kathleen Sebelius fut un temps annoncée secrétaire au Travail des États-Unis dans l'administration Obama, avant que Hilda Solis ne fut nommée à ce poste. Pourtant, le 28 février 2009, les médias américains indiquèrent selon une source de la Maison-Blanche, la nomination prochaine de Kathleen Sebelius comme secrétaire à la Santé et aux Services sociaux des États-Unis, le poste n'étant toujours pas pourvu au sein de la nouvelle administration depuis le retrait obligé de Tom Daschle, avant sa confirmation au Sénat. Elle fut officiellement nommée le 2 mars 2009, et entre en fonctions le 28 avril 2009, en pleine crise sur la grippe A(H1N1). Elle laisse son poste de gouverneur à Mark Parkinson, lieutenant-gouverneur de l'État, qui lui succède le jour même.
Le 10 avril 2014, Kathleen Sebelius annonce sa démission du poste de secrétaire à la Santé et aux Services sociaux des États-Unis afin de mettre symboliquement fin aux débuts chaotiques de la réforme Obamacare. Elle est remplacée par Sylvia Mathews Burwell.

### Convictions politiques
Kathleen Sebelius est une partisane du droit à l'avortement et opposante à la peine de mort. Ce sont des conceptions très libérales et à gauche, qui dénotent avec son poste de gouverneur de l'État droitier du Kansas dont les électeurs ont plébiscité George W. Bush en 2000 et 2004. L'archevêque de Kansas City lui refuse la communion dès 2008 à cause de sa défense du droit à l'avortement sans restriction.

### Vie privée
Fille de l'ancien gouverneur démocrate de l'Ohio John J. Gilligan (de 1971 à 1975), elle fait ainsi partie de la première paire gouvernatoriale père/fille des États-Unis.
Son mari, K. Gary Sebelius, est un juge fédéral, fils de Keith Sebelius (1916-1982), représentant républicain du Kansas au Congrès américain de 1969 à 1981. Ils ont ensemble deux fils.